# St. Nikolaus (Boxtal)

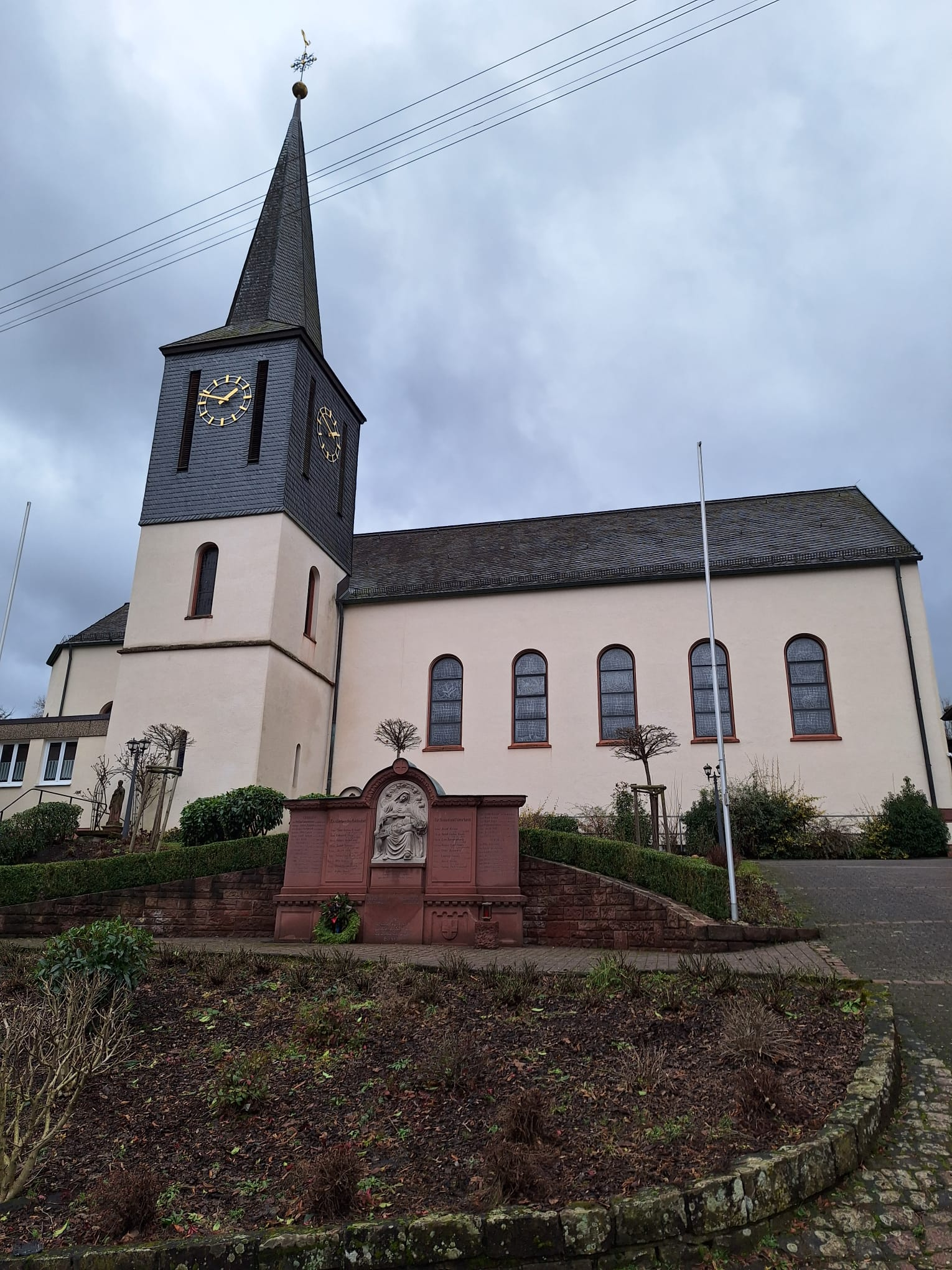
St. Nikolaus (Boxtal)

Die römisch-katholische Pfarrkirche St. Nikolaus in Boxtal, einem Stadtteil von Freudenberg im Main-Tauber-Kreis, wurde im 13. und 19. Jahrhundert errichtet und ist dem heiligen Nikolaus von Myra geweiht. Die Nikolauskirche verfügt über einem spätromanischen einstigen Chorturm mit Einwölbung aus dem 13. Jahrhundert. Weitere Kirchenteile wie das Kirchenschiff mit Rundbogenfenstern stammen aus den Jahren 1880/81 und sind neuromanisch, der Rest ist modern von Erweiterungen in den 1960er Jahren. Im Inneren befinden sich ein Triumphbogen von 1747 sowie Zubehör, u. a. eine Rochusfigur, die aus der Zeit um 1900 stammt. Die Nikolauskirche ist ein Kulturdenkmal der Stadt Freudenberg. Die Kirche gehört zur Seelsorgeeinheit Freudenberg, die dem Dekanat Tauberbischofsheim des Erzbistums Freiburg zugeordnet ist.